# Ai Maeda (actriz)
Ai Maeda (前田 愛 Maeda Ai?) es una actriz, cantante y modelo japonesa. 

## Biografía
Maeda es conocida por interpretar a Shiori Kitano en la película de 2003 Battle Royale II: Réquiem, así como por su papel principal en la serie de anime Kino no Tabi -the Beautiful World- (para la cual también interpretó una canción de la serie, "The Beautiful World"). Su hermana menor es Aki Maeda. Ai Maeda se convirtió en el centro de atención cuando tenía solo 8 años, apareciendo en un comercial de McDonald's. A partir de ahí comenzó su carrera. Ella modeló junto con su hermana Aki Maeda cuando eran jóvenes hasta que tenía 16/17 años, cuando protagonizó muchas películas y series de televisión. 
Maeda es experta en piano, Tate y el idioma inglés. Ella protagonizó la película de terror 3-D Ghost Shock Labyrinth 3D, dirigida por Takashi Shimizu.
Se graduó de la Universidad Aoyama Gakuin (Facultad de Economía, Política Internacional y Comunicaciones). 
El 28 de octubre de 2009, Maeda se casó con el actor de Kabuki Nakamura Kankurō VI y tienen dos hijos. 

## Carrera
- 1993: Debutó en un comercial de McDonald's junto con su hermana Aki. Ella estaba en su cuarto año de primaria.
- 1994: Ai y Aki se unieron a la firma de gerentes "Crayon".
- Abril de 1994: se convirtió en un personaje regular del programa Appare-Sanma Sensei .
- 1997: Gerente cambiado a "Granpapa".
- 1997: Formó el grupo "Pretty Chat" con Maya Hamaoka, Yuuka Nomura y Ayako Omura, lanzando un álbum sencillo "Wake up girls".
- 2003: En su vigésimo cumpleaños, interpretó su primer papel en un anime Kino no Tabi

## Filmografía
| Año  | Título                                                  | Papel                                  | Nota         |
| ---- | ------------------------------------------------------- | -------------------------------------- | ------------ |
| 1995 | Toire no Hanako-san                                     | Natsumi Sakamoto                       |              |
| 1998 | Belle Epoque                                            |                                        |              |
| 1998 | Shinsei Toire no Hanako-san                             | Satomi Kurahashi                       |              |
| 1999 | Gamera 3: Jyashin Iris Kakusei                          | Ayana Hirasaka                         |              |
| 2000 | Battle Royale                                           | Shiori Kitano                          | Papel de voz |
| 2001 | Godzilla, Mothra, King Ghidorah: Daikaijū Sōkōgeki      | Chica gemela                           |              |
| 2003 | Battle Royale II: Réquiem                               | Shiori Kitano                          |              |
| 2003 | Gūzen nimo saiaku na shōnen                             | Estudiante universitaria               |              |
| 2004 | Kino no Tabi: Nanika wo Suru Tame ni -Life Goes On-     | Kino                                   | Papel de voz |
| 2005 | Azumi 2: Death or Love                                  | Chiyo                                  |              |
| 2005 | Gokudō no onna-tachi: Jōen                              |                                        |              |
| 2006 | Death Note 2: The Last Name                             | Ayako Yoshino                          |              |
| 2006 | Kami no Hidarite, Akuma no Migite                       | Yoshiko                                |              |
| 2006 | Kamyu nante shiranai                                    | Kiyoko Hisada                          |              |
| 2006 | Nihon Chinbotsu                                         | enfermera                              |              |
| 2006 | Taitei no Ken                                           |                                        |              |
| 2007 | Kino no Tabi: Byōki no Kuni -For You-                   | Kino                                   | Papel de voz |
| 2007 | Saiban'in -Eraba re, soshite miete kita mono            | Emi Onuma                              |              |
| 2007 | The Yakiniku Movie Bulgogi                              | Reportero de Battle Royale de Yakiniku |              |
| 2009 | Asahiyama dōbutsu en monogatari: penguin ga sora o tobu | Makoto Ogawa                           |              |
| 2009 | The Shock Labyrinth                                     | Rin                                    |              |
| 2010 | King Game                                               |                                        |              |
| 2010 | Nanase Futatabi: The Movie                              | Mayumi Ruri                            |              |
| 2010 | Wakiyaku Monogatari                                     | Sakura                                 |              |

## Discografía

### Miniálbumes
- Night Fly [2005.03.16]

### Sencillos
- the Beautiful World

La canción principal se utilizó como tema de cierre de Kino no Tabi. 